# Being Inc.
Being Incorporated (ou Being Giza Group,), est un conglomérat de sociétés japonaises de divertissement basé à Tokyo, dans le quartier de Roppongi, fondé le 1er novembre 1978 par le musicien Daiko Nagato. Being Inc. et ses filiales sont les principaux fournisseurs de musiques de l'anime Détective Conan. En mai 2011, 77 airs musicaux ont été fournis à l'anime par Being Inc. [réf. nécessaire].

## Labels

### Labels indépendants
- Zain Records[2] (1991, autrefois B.Jin)
- VERMILLION RECORDS[3] (1992, autrefois connu sous le nom BMG ROOMS)
- Giza Studio[4] (1999)
- B.Gram-Records[5] (1993)
- NORTHERN MUSIC[6] (2007)
- O-TOWN Jazz (2012, autrefois appelé Giza Jazz)
- D-Go[7] (2012)
- Being (2012)

### Labels indies
- Tent House (1999)[8]
- zazzy (2005)
- magnifique (2008)
- CRIMZON (2014)
- Honey Bee Records (2016)

### Anciens labels
- Amemura-O-Town Record (1997)
- BERG (1999)
- pure:infinity[9] (2010)
- Styling Records (2003)
- DAY TRACK (2003)

## Problèmes fiscaux
Fin juin 2001, Being et sa filiale B+U+M (aujourd'hui partie de Vermillon Records) ont été accusés d'avoir omis de déclarer 840 millions de yens de revenus. Ils ont été acquittés après enquête.

## Les créateurs
Un grand nombre d'auteurs, de compositeurs et d'arrangeurs se sont inscrits auprès de Being.

### Auteurs-compositeurs
- Azuki Nana (ex.Garnet Crow)
- Uesugi Show (ex.Baguettes)
- Koshi Inaba (B'z)
- Maki Ohguro
- U-ka Saegusa (ex.U-ka Saegusa in dB)
- Miho Komatsu
- Izumi Sakai (ZARD)
- Daria Kawashima
- Nobuteru Maeda (TUBE)
- ROCKAKU (pseudonyme du créateur de Being Inc., Daikou Nagato)
- Mami Miyoshi (ex. Rumania Montevideo)

### Compositeurs
- Hiroshi Asai (ex. the tambourines, Sensation)
- Miho Komatsu
- Koshi Inaba (B'z)
- Maki Ōguro
- Naoki Uzumoto (ex. Deen (groupe)|DÎN)
- Hitoshi Okamoto (ex. Garnet Crow)
- Aika Ohno
- Shinichirou Ohta (Doa)
- Daria Kawashima
- Masazumi Ozawa (ex. PAMELAH)
- Kouji Gotou (ex.ZYYG)
- Seiichirou Kuribayashi
- Tetsurō Oda
- Akihito Tokunaga (Doa)
- Yoshio Tatano
- Hiroshi Terao
- Tak Matsumoto (B'z)
- Yuri Nakamura (ex. Garnet Crow)
- Makoto Miyoshi (ex. rumania montevideo)

### Arrangeurs
- Hirohito Furui (ex. Garnet Crow)
- Hitoshi Okamoto (ex.Garnet Crow)
- Yoshinobu Ohga (Sensation)
- Akihito Tokunaga (doa)
- Masazumi Ozawa (ex.Pamelah)
- Masao Akashi
- Daisuke Ikeda
- Satoru Kobayashi
- Takeshi Hayama
- Koji Gotou